# Perforiermaschine
Eine Perforiermaschine ist eine Maschine zum Durchstechen oder Durchlöchern von Drucksachen, die leicht trennbar gemacht werden sollen, wie z. B. Postmarken.
Der Durchlöcherungsapparat besteht aus feinen, auf Stahlhülsen wirkenden Stahlstempeln, welche die Papierteilchen scharf und glatt ausschlagen und durch die Hülsen fallen lassen, oder aus gezahnten Linien, die das Papier schneiden, ohne Teile daraus zu entfernen.
In Betrieb gesetzt wird die Perforiermaschine durch Hand- oder Trittbewegung, mit Dampf oder elektrisch, wobei sie mit einem Gebläse zur Entfernung der ausgeschlagenen Papierteilchen versehen werden kann.
Perforiermaschinen, die ähnlich wie Nähmaschinen arbeiten und bei denen ein einziger auf- und niedergehender Stift die Löcher schlägt, während das Papier von der Maschine selbsttätig weitergeschoben wird, sind nur bei geringem Bedarf zweckmäßig.
Perforiermaschinen werden auch in der Filmindustrie gebraucht. Moderne Filmstanzen laufen mit 20 bis 60 Hüben pro Sekunde. Sie sind mit einer Absaugeinrichtung zur Entfernung des beim Perforieren entstehenden Staubs und der Butzen ausgerüstet. Kontinuierlich wirkende Apparate werden mit Geschwindigkeiten bis zu 450 Metern pro Minute betrieben.
Hersteller von Filmperforiermaschinen waren bzw. sind
- Légé & Co. in London
- Newman & Guardia in London
- William Butcher  & Sons in London
- Nicholas Power, Brooklyn, NY
- Charles Moisson für die Familie Lumière in Lyon
- Alban Lapipe, Paris
- Pierre-Victor Continsouza & René Bünzli für Pathé, Paris
- Alfred Darling in Brighton
- Williamson Kinematograph Co., London
- Debrie in Paris
- Bell & Howell in Chicago
- Eastman-Kodak in Rochester, NY
- Karl August Geyer in Berlin (nach Bell & Howell und Prévost)
- Kurt Schimpf, Berlin (Williamson-Kopie, kein Patent)
- Agfa-MABA in Wolfen
- Fuji Photo Films in Tokio
- Konica in Tokio
- Breitwieser & Keller, Ober-Ramstadt, heute BUKO in Fränkisch-Crumbach (nach Bell & Howell)
- Etablissements Lucien Prévost, Paris
- John Kruesi bei Edison, West Orange
- Henri Joly in Paris
- Henry W. Joy für Charles Urban
- Eberhard Schneider in New York City
- DuPont, Wilmington
- Agfa-Gevaert, Mortsel
- Friedrich Jürgen Ellinghaus, Leverkusen

Dieser Artikel basiert auf einem gemeinfreien Text aus Meyers Konversations-Lexikon, 4. Auflage von 1888 bis 1890.